# RCTV International
RCTV International Corporation es una compañía de entretenimiento venezolana-estadounidense especializada en la producción y distribución de programación tanto de la Empresas 1BC como de terceros.
La empresa fue fundada en 1982, y tiene su sede principal en Miami, FL (Estados Unidos), y cuenta con oficinas en Caracas (Venezuela). Está presidida actualmente por Katy Paulheim.

## Historia
Los inicios de RCTV Internacional Corporation se remonta a 1971, cuando la idea de tener una empresa para distribuir sus productos en el exterior hizo que a RCTV y Venevisión se les ocurriera hacer en conjunto una empresa de distribución de sus programas en el Mundo Teverama Florida. Ya para 1982 RCTV decide separarse de la empresa que quedó a cargo de Venevisión.
RCTV decide crear su propia empresa y la llama Coral Pictures que años más tarde cambia su nombre a RCTV International y Venevisión cambia el nombre de Teverama Florida y luego a Venevisión International (Actualmente Cisneros Media). Coral Pictures se formó en Miami, Florida como distribuidor internacional de los programas de RCTV.

## Distribución de programas
RCTV siempre había exportadora en mente. En medio de una feroz competencia con el producto mexicano, brasileño y argentino, la empresa comenzó a explorar mercados más allá de sus fronteras, los mercados a los que estaban a punto de explotar. Cuando RCTV identificó un panorama favorable para sus productos, Coral Pictures fue establecida como distribuidor internacional de la compañía en Miami, Florida, en 1982.
A mediados de los años 1980, RCTV ya reportó ingresos por ventas en los mercados extranjeros. Además, se registraron "beneficios colaterales", como la preferencia en otros países de habla hispana para el acento venezolano en la programación doblada, así como extraordinario evento que ocurre con las audiencias de telenovelas en países tan diversos como Turquía, Croacia e Israel.
Del mismo modo, RCTV se maravilló por el hecho de que sus productos están presentes en más de 128 países en el Inglés, portugués, francés, hebreo, alemán, mandarín, cantonés, tailandesa, japonesa, italiana, griega y turca. Títulos como Topacio, Leonela, La Fiera, Estefanía, La Dama de Rosa, Señora, El desprecio, Kassandra, Dulce ilusión, Mi gorda bella, Juana, la virgen, Estrambótica Anastasia, Mi prima Ciela, Toda una dama, Nadie me dirá cómo quererte, Calle luna, Calle sol, y  La Mujer de Judas, siendo esta última la de mayor fama internacional, logrando así visibilizar a la  Carora en el panorama mundial y que logró ser versionada en varios países a través de los años.

### 2012
- La CQ (coproducción con Televisa y Cartoon Network Latinoamérica)[3]

### 2013
- Las Bandidas (en coproducción con Televisa y RTI)[4]

### 2014
- La virgen de la calle (en coproducción con Televisa y RTI)[5]

### 2015
- Piel salvaje[6]

### 2016
- Corazón traicionado[7]

### 2017
- Ellas aman, ellos mienten

### 2020
- Almas en pena[8]

## Filiales
Además esta compañía opera canales de televisión de las Empresas 1BC, plataforma de streaming y producción.[cita requerida]
- RCTV (1982 - 2007)
- RCTV Internacional (2007 - 2012)
- RCTV Producciones (Desde 2013)
- RCTV Play (2020 - 2021)
- Diversas plataformas de streaming asociadas con RCTV (Desde 2021).